# Cud domu brandenburskiego

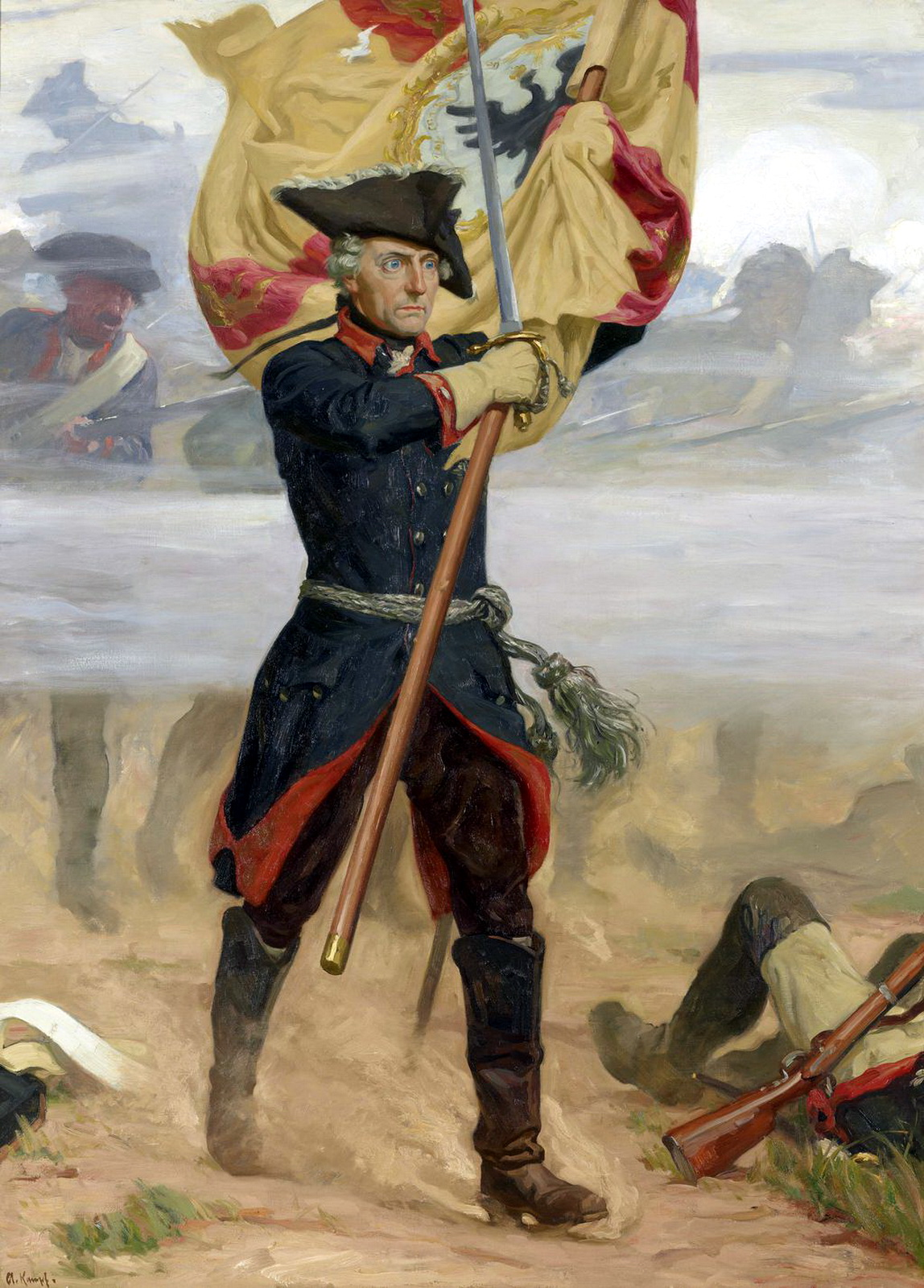
Fryderyk II Wielki

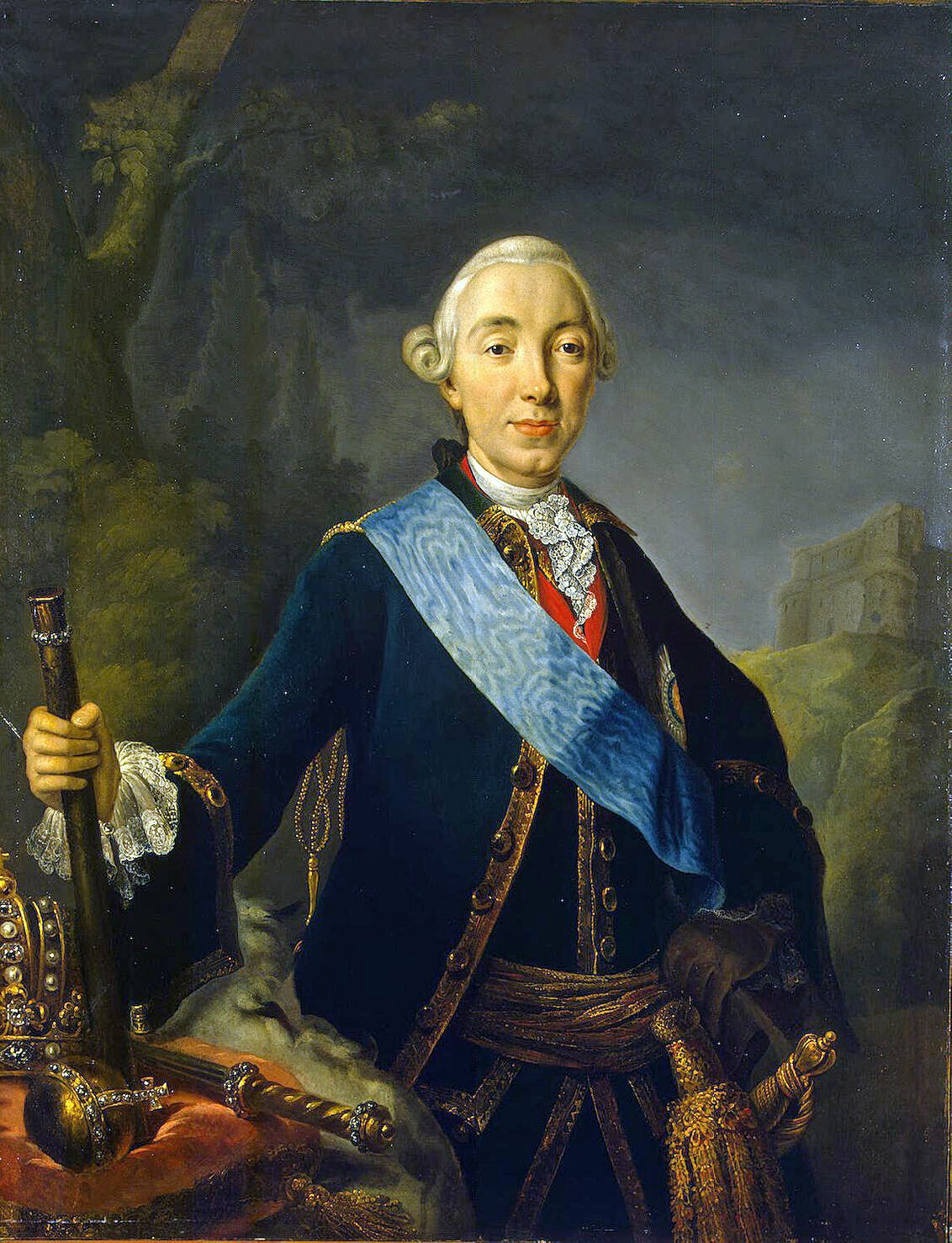
Piotr III Romanow

Cud domu brandenburskiego (niem. Mirakel des Hauses Brandenburg) – wydarzenie podczas wojny siedmioletniej, które uniemożliwiło koalicji antypruskiej ostateczne pokonanie Królestwa Prus.

## Pierwszy cud
Do pierwszego cudu domu brandenburskiego doszło po przegranej przez Prusy bitwie pod Kunowicami 12 sierpnia 1759 roku, kiedy rosyjski generał-feldmarszałek Piotr Sałtykow nie zdecydował się na marsz na Berlin, ani na dalsze efektywne współdziałanie z Austriakami. Tym samym koalicja antypruska nie wykorzystała wielkiego zwycięstwa, co umożliwiło odtworzenie armii i kontynuowanie wojny przez Prusy. Określenie „cud” ukuł sam Fryderyk II Wielki, pisząc do swojego brata Henryka Pruskiego:

„Ogłaszam Wam cud domu brandenburskiego. W czasie gdy wróg, po przekroczeniu Odry, mógł zdecydować się na drugą bitwę i zakończyć wojnę, wycofał się w kierunku Müllrose i Lieberose”

## Drugi cud
Głośniejszy i bardziej znany w historii stał się jednak kolejny „cud” z 5 stycznia 1762 roku: po śmierci carycy Elżbiety Romanowej jej następca, Piotr III Romanow, który w przeciwieństwie do poprzedniczki był germanofilem i zwolennikiem Fryderyka II, wycofał swoje wojska z linii frontu i przekazał część armii Fryderykowi. Za przykładem Piotra III poszła Szwecja, zawierając z Prusami pokój. Król wzmocniony na duchu przeprowadzał ofensywy na Śląsku i w Saksonii, zmuszając wojska austriackie do odwrotu. Spowodowało to nieoczekiwany zwrot w wojnie siedmioletniej. Po kilku miesiącach rządów w Imperium Rosyjskim Piotra III zamordowano. Jego następczyni Katarzyna II stwierdziła, że ani klęska, ani zwycięstwo Prus nie leżą w interesie Imperium i formalnie wycofała się z wojny. Śmierć Elżbiety Romanowej i działania jej następców były tak niespodziewane, że zwykło się nazywać je cudem.

## II wojna światowa
Johann Ludwig Graf Schwerin von Krosigk w swoich wspomnieniach pisał, że podczas II wojny światowej w kwietniu 1945 roku Joseph Goebbels opowiedział Adolfowi Hitlerowi w „bunkrze Wodza” rozdział z książki Thomasa Carlyle’a dotyczący historii cudu domu brandenburskiego. Hitler wzruszył się opowiedzianą historią. Po kilku dniach do Berlina dotarła wiadomość o śmierci prezydenta Stanów Zjednoczonych Franklina Delano Roosevelta. Führer pełny nadziei widział w tym trzeci cud domu brandenburskiego, licząc na rozpad koalicji antyhitlerowskiej. Jednakże do cudu nie doszło, a Berlin w wyniku operacji berlińskiej został zdobyty.